# طفرة نقطية

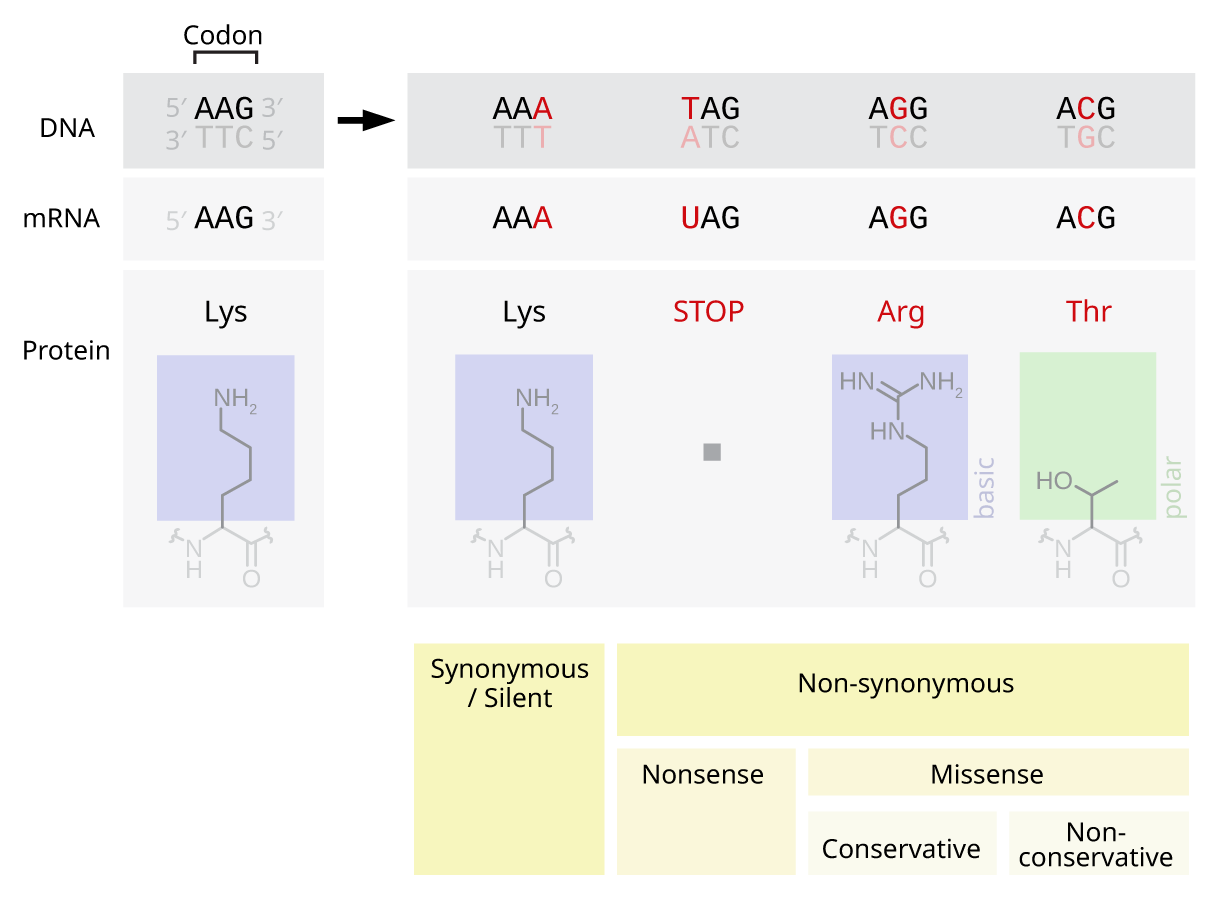
مثال توضيحي لثلاث أنواع من الطفرة النقطة في الشيفرة الجينية.

الطفرة النقطية (بالإنجليزية: Point mutation)‏، هو نوع من الطفرات تنتج غالباً عن كيميائيات أو أخطاء تحدث أثناء تضاعف الدنا. وهي عبارة عن تبديل نوكليوتيد أحادي بواحد آخر. وهو بمثابة تبديل «حرف» كيميائي بآخر في «الجملة»، مثل تبديل A ب-G. هنالك نوعان من الطفرات النقطية:
- الانتقال: وهو الأكثر شيوعاً، يشير إلى استبدال بورين ببورين آخر، أو استبدال بريميدين ببريميدين آخر، مثل تبديل A ب-A أو G ب-G. الانتقال يمكن أن يحدث بسبب حمض النيتروز، تضارب ازدواج القواعد، أو نظائر القواعد المطفرة.
- التبدال: أما التبدال فهو أقل شيوعاً، وفيه يستبدل البورين ببريميدين، أو العكس.[3]